# Emil Králík
Emil Králík (21. února 1880 Praha – 26. června 1946 Praha) byl český architekt a vysokoškolský pedagog.

## Život
Narodil se v rodině kontrolora městské spořitelny Alfreda Králíka (1843–1919) a jeho manželky Marie, rozené Cechnerové (1856–??). Byl prostřední ze tří dětí, bratr Alfred se stal okresním soudcem v Hořovicích.
V letech 1900–1904 studoval architekturu na České vysoké škole technické v Praze, kde byl jeho učitelem architekt a restaurátor Josef Schulz. Následně působil jako asistent profesora Jana Kouly v Ústavu architektonického a uměleckého kreslení (součást ČVŠT). Od roku 1905 pracoval dva roky v ateliéru Antonína Balšánka a Osvalda Polívky, autorů pražského Obecního domu. Roku 1907 Prahu opustil a působil tři roky jako pedagog na České vyšší průmyslové škole v Brně.
V roce 1910 skončil s pedagogickou činností a věnoval se pouze architektuře.
V roce 1920 se Králík stal společně s Karlem Hugem Kepkou profesorem právě vznikajícího oboru architektury České vysoké školy technické v Brně, kde vyučoval architektonické a ornamentální kreslení. Pod jeho vedením zde vystudovalo mnoho brněnských funkcionalistických architektů, například Jindřich Kumpošt. Během svého působení na brněnské technice byl dvakrát zvolen děkanem odboru architektury a pozemního stavitelství (1923–1924 a 1933–1934). I během svého působení na vysoké škole se věnoval architektuře a účastnil se i zahraničních soutěží. Inspiraci pro svou tvorbu získával také při cestování po Evropě a severní Africe.
Jeho tvorba byla zpočátku silně ovlivněna secesí a vídeňskou modernou, ve dvacátých letech 20. století se přiklonil k moderní architektuře. Králík byl v roce 1922 spoluzakladatelem Skupiny výtvarných umělců v Brně, o dva roky později se stal prvním předsedou brněnského klubu architektů. V roce 1927 byl jmenován prováděcím architektem při výstavbě areálu brněnského výstaviště, kde realizoval urbanistický návrh pražského architekta Josefa Kalouse a sám pro výstaviště navrhl biograf s kavárnou.
Po uzavření vysokých škol během druhé světové války se věnoval pouze umělecké činnosti, roku 1941 hostila Praha i Brno výstavu jeho kreseb a akvarelů označovaných jako novodobý impresionismus. Od roku 1942 byl nacisty vězněn ve svatobořickém internačním táboře, odkud se vrátil těžce nemocný až po skončení války. Zemřel 26. června 1946 v Praze, pochován je v Brně.

### Rodinný život
Dne 21. října 1911 se v Brně oženil s Boženou Stránskou. Manželé Králíkovi měli dvě děti.

## Významná díla

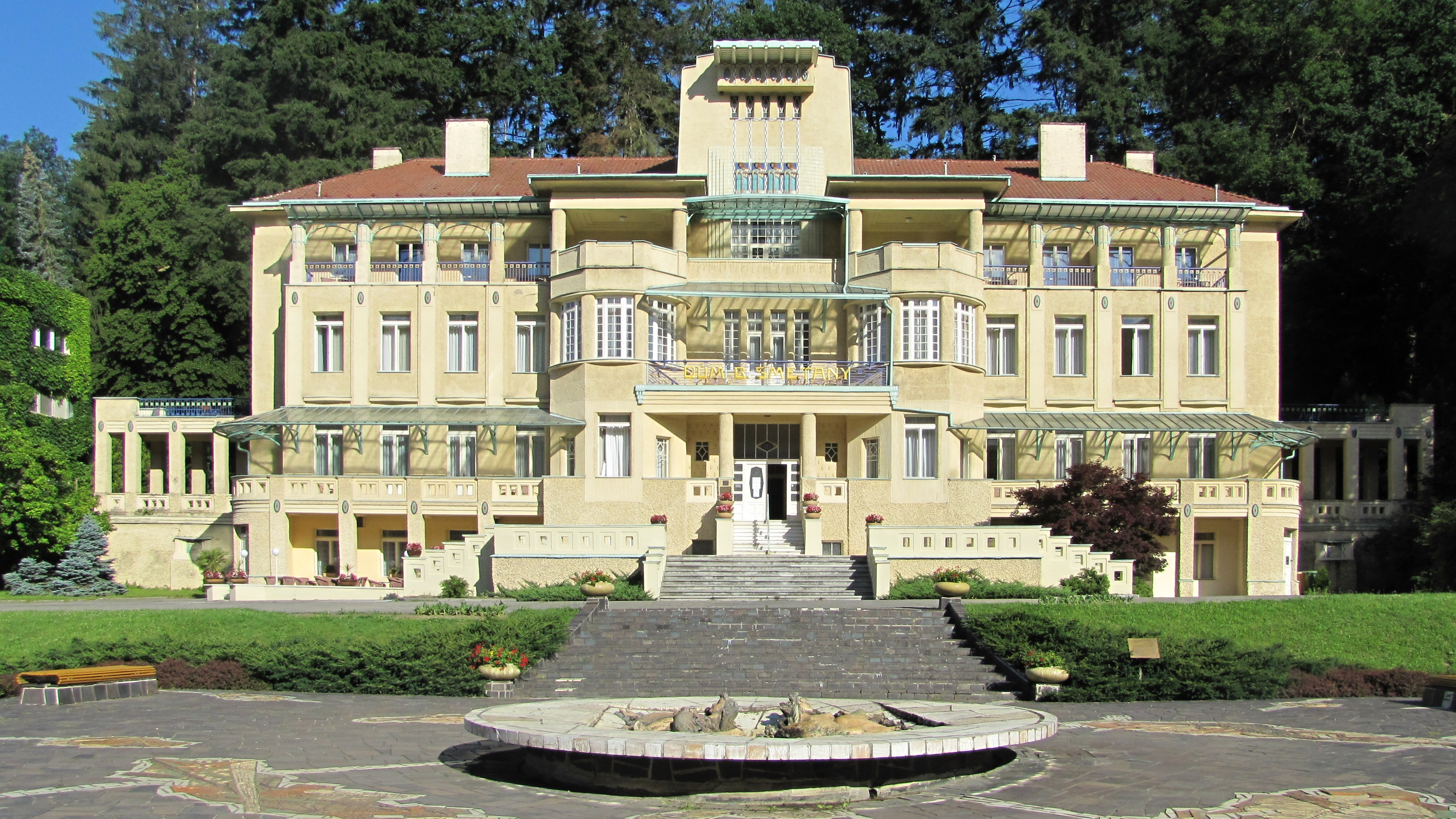
Dům Bedřicha Smetany v Luhačovicích

- Městské divadlo Mladá Boleslav (1905–1909), secesní exteriér divadla ve spolupráci s Janem Kříženeckým
- Dům Bedřicha Smetany v lázních Luhačovice (1908–1910)
- Brněnské výstaviště (1926–1928), realizace projektu Jana Kalouse s vlastním návrhem biografu a kavárny
- vily bratrů Kováříkových v Prostějově - Josefa na Vojáčkově náměstí a Františka na náměstí Padlých hrdinů
- Všeobecný penzijní ústav Brno, nyní sídlo Nejvyššího soudu České republiky

### Nerealizované projekty
- Návrh budovy pro Národní divadlo Brno
- brněnský vysokoškolský kampus

## Galerie

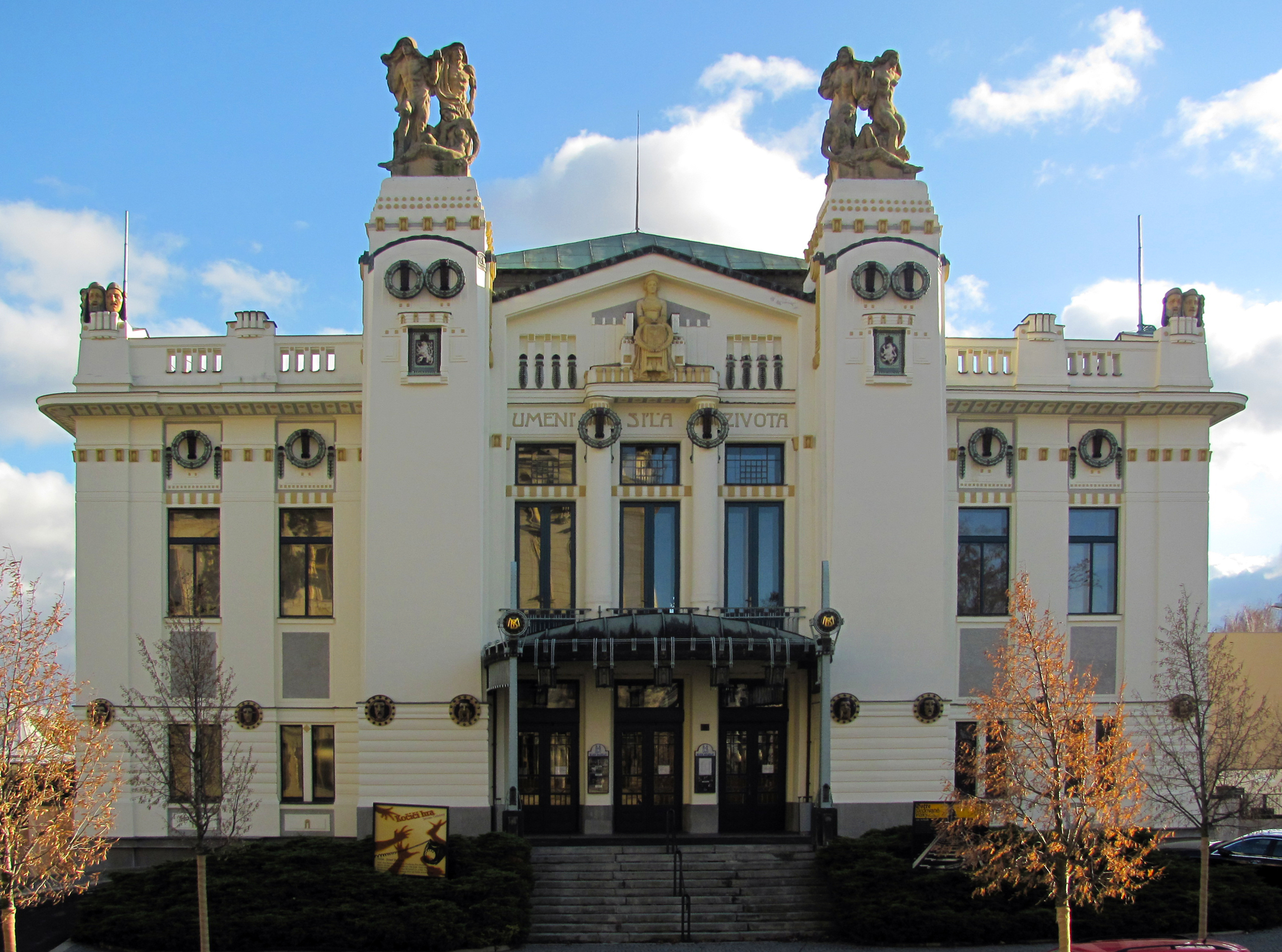
Exteriér secesní budovy Městského divadla Mladá Boleslav, jehož je Emil Králík spoluautorem
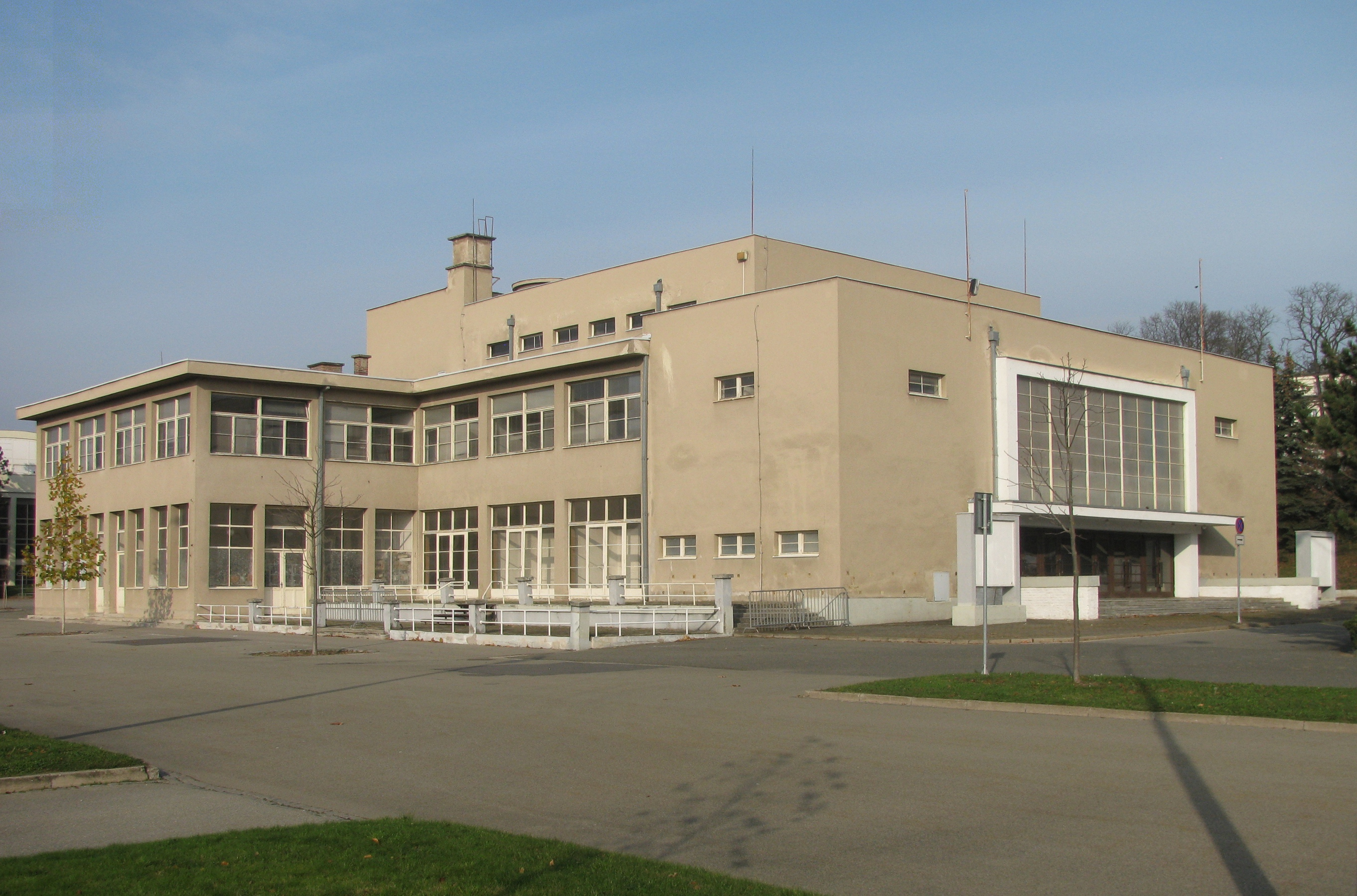
Objekt Kino divadlo kavárna (Emil Králík, 1927–1928) v areálu Brněnského výstaviště.
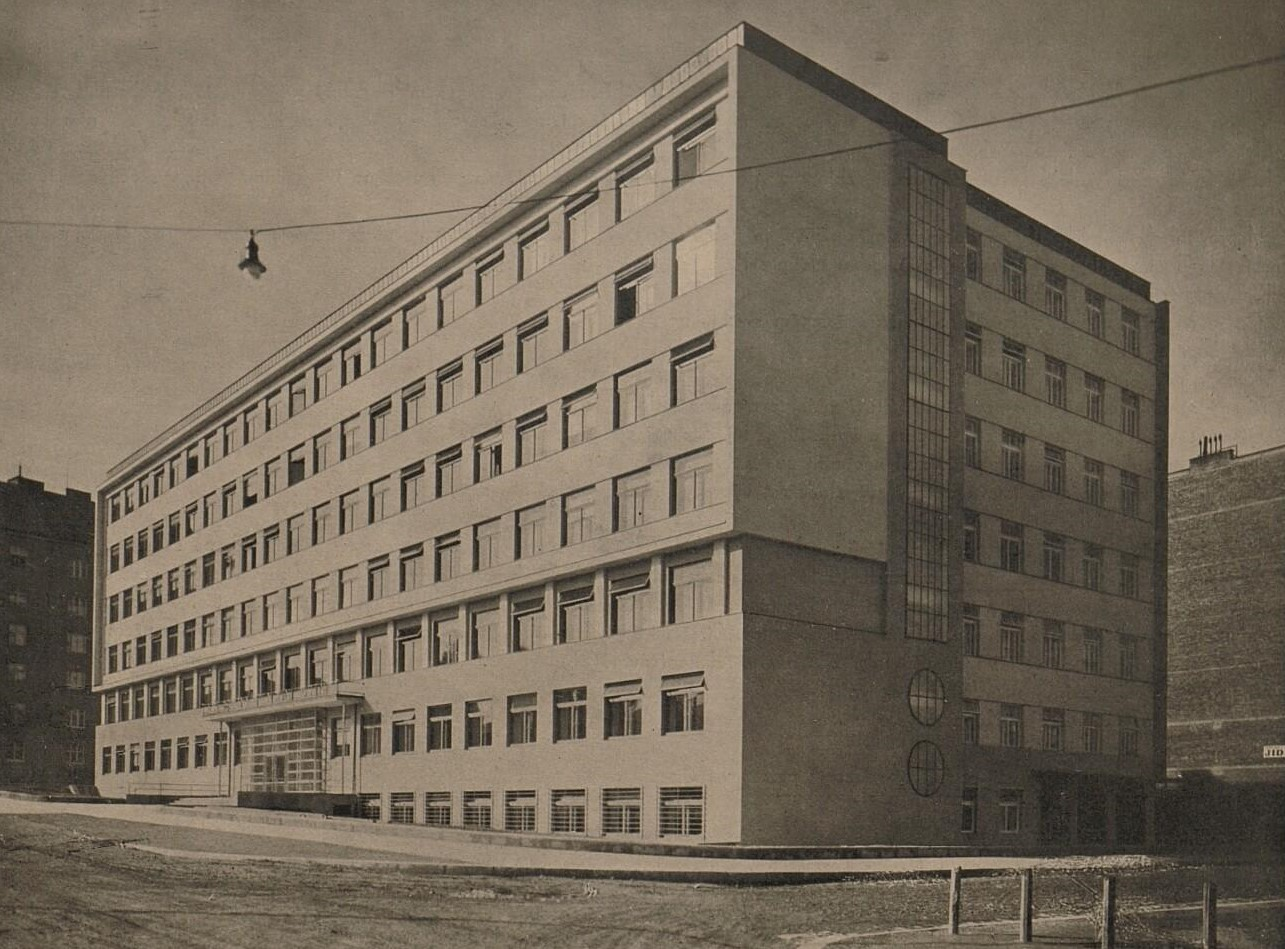
Emil Králík, Všeobecný penzijní ústav Brno (dobová fotografie 1932)